# War Robots
War Robots, WR, Walking War Robots, WWR (рус. «Боевые роботы») — игра, разработанная и изданная российской компанией Pixonic для платформ iOS, Android и Microsoft Windows. Распространяется по модели Freemium. Это многопользовательский симулятор боевого меха с PvP-боями в режиме реального времени. Игроку предоставляется возможность стать пилотом огромного боевого робота и обрушить всю мощь управляемой им боевой машины на неприятеля. Игра представляет собой мобильную версию сессионного MMO-шутера от третьего лица.
В War Robots есть возможность игры как в одиночку, так и в составе взвода. Бои происходят в командах по шесть человек, недостающие игроки добавляются в команду автоматически на основе специальной системы матчмейкинга (подбора игроков). По стилю War Robots напоминает Mechwarrior Online. На поле боя встречаются две команды, и для победы необходимо либо удерживать как можно большее количество маяков, либо полностью уничтожить отряд соперника.
В 2018 году War Robots входила в Топ-60 самых прибыльных мобильных игр США.
В 2019 году ежедневная аудитория приложения приблизилась к отметке 1,5 млн человек.

## Игровой процесс
После нажатия на кнопку начала боя начинается поиск противников, продолжающийся в среднем от нескольких секунд до одной минуты. Перед началом боя выделяется 15 с для ознакомления с картой битвы, даётся время на выбор робота и начинается бой. Перед каждым игроком стоит задача: нанести как можно больший урон роботам соперника и/или удержать как можно больше маяков, условно обозначенных латинскими буквами: A, B, C, D и E, чем соперники.
Играть одновременно можно только одним роботом. В дальнейшем, если робота уничтожили на поле боя, можно ввести в игру другого робота, при его наличии у игрока, из ангара. На каждый бой отводится 10 мин. Если за это время не удаётся выполнить все задачи, — игра подведёт итог самостоятельно на основе имеющихся статистик и результативности игроков. Победители получают игровую валюту (золото и/или серебро), опыт и очки рейтинга. Также в игре присутствуют разные способы получения тех или иных роботов или оружий. Самый первый способ это просто купить его в магазине за золото или серебро. Второй это накопить "детали" и получив 10000 штук у игрока появится возможность получить вещь на которую он копил. Также есть возможность конвертировать детали одной модели в другую. И третий способ это проверив свою удачу открыть сундуки которые появляются каждый месяц. В них появляются самые новые и "классные" роботы и оружие. Данные события появляются каждый месяц.

## Отзывы прессы
Игра получила широкую огласку и преимущественно положительные оценки среди российских и зарубежных игровых порталов практически сразу после выхода игры в общий доступ.
По мнению портала goha.ru в обзоре, опубликованном в августе 2014 г., «Walking War Robots является на данный момент не только лучшей, но и единственной сессионной игрой в данном сеттинге. Если вам нравятся роботы, и вы частенько играете на айпаде или айфоне — 100 % да, хотя бы потому, что альтернативы нет.»
24 октября 2014 г. Walking War Robots получила оценку 8.3 / 10 от редакции tapscape.com.
В обзоре от портала 148apps.com автор статьи пишет: «Здесь говорят на языке железа и тяжелых снарядов».
Портал appspy.com пишет об игре: «У игры большое будущее, так что познакомьтесь с ней уже сейчас.»
17 апреля 2015 г. редакция портала 4PDA.ru поставила игре оценку 4,5 / 5 и пишет: «Walking War Robots — настоящий взрывной экшен, способный затянуть на несколько недель и даже месяцев.»